# Randonnée aquatique
Ne doit pas être confondu avec Longe-côte ou Randonnée subaquatique.

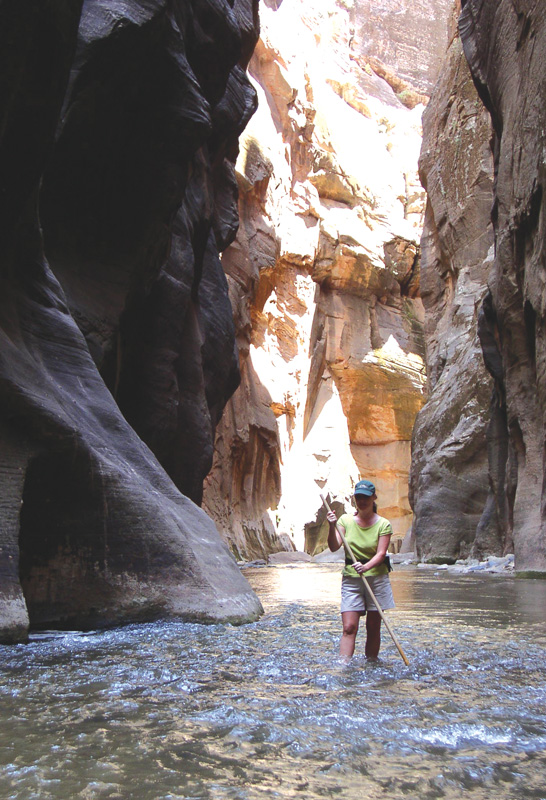
Randonnée dans la gorge de The Narrows (Utah, États-Unis).

La randonnée aquatique ou aquarando ou encore ruisseling est un sport de pleine nature en eau vive, mélangeant randonnée pédestre et progression dans l'eau (éventuellement en nageant) le long d'un cours d'eau. Le pratiquant est équipé de chaussures, éventuellement d'une combinaison isotherme et d'un gilet de flottaison.

## Description
Cette activité est une variante ludique et moins physique ou technique du canyoning, n'impliquant pas une progression sur corde ou avec des sauts. Alternant nage et marche, elle permet ainsi l'initiation d'un large public de pratiquants occasionnels. La randonnée aquatique est également une activité de substitution au canoë-kayak quand le débit du cours d'eau est insuffisant pour naviguer. En France, cette activité est encadrée par des accompagnateurs professionnels (diplômés en canyoning ou canoë-kayak).
L'aquarando se définit comme du canyoning de niveau facile, mais à l'inverse de celui-ci, on peut parcourir le cours d'eau dans les deux sens.

## Disciplines proches
- Pratiquée en hiver avec un piolet et les chaussures équipées de crampons, la remontée des ruisseaux ou rivières gelés est une variante plus facile et moins technique de l'escalade glaciaire proposée et encadrée par des guides de montagne[2]. Cette activité, située entre la randonnée pédestre et la cascade , est également désignée sous le nom de « Ruisseling » (discipline hivernale).

- La nage en eau vive (hydrospeed). Descente de cours d'eau rapides, les bras prenant appui sur un flotteur qui facilite la progression et assure une certaine protection.

- La randonnée palmée ou snorkeling se pratique en mer. Il s'agit d'observer les fonds marins, équipé de palmes, d'un masque et d'un tuba en flottant à la surface.

- Le canyoning côtier (coastering). Cette activité consiste à parcourir une côte rocheuse à pied. Comme le canyoning, elle inclut nage, marche, escalade, sauts voire rappel.
- Le longe-côte, activité sportive consistant à marcher dans la mer à fond sableux, parallèlement au trait de côte, avec de l'eau jusqu'au diaphragme et en s'aidant éventuellement d'une pagaie pour avancer.

## Aspects environnementaux
Comme d'autres sports de nature, la randonnée aquatique est sujette à polémique en raison de ses impacts négatifs sur l'environnement. 
Selon certaines études d'acteurs associatifs, le piétinement des randonneurs aquatiques sur les rochers et le lit des rivières entraîne une forte baisse de la densité de toutes les espèces d'invertébrés aquatiques. Son impact est important, notamment avec le piétinement des pierres instables, des galets et bancs de graviers. La fréquentation humaine des gorges encaissées et difficiles d'accès du Verdon pourrait également nuire à la quiétude de certains oiseaux qui s'y réfugient.